# Lista de jogos para Nintendo DSi e DS Ware
Essa é uma lista de jogos lançados para o Nintendo DSi e para a DS Ware.

## 0-9
| Título                        | Ano  | Desenvolvedora       | Distribuidora | Gênero         | Países                                              | Mídia        |
| ----------------------------- | ---- | -------------------- | ------------- | -------------- | --------------------------------------------------- | ------------ |
| 1001 Crystal Mazes Collection | 2010 | Teyon                | TBA           | Quebra cabeças | Estados Unidos · Japão · União Europeia · Austrália | DS Game Card |
| 101 Dolphin Pets              | 2011 | Teyon                | TBA           | Simulação      | Estados Unidos · Japão · União Europeia · Austrália | DS Game Card |
| 101 MiniGolf World            | 2010 | Teyon                | TBA           | Golfe          | Estados Unidos · Japão · União Europeia · Austrália | DS Game Card |
| 101 Shark Pets                | 2010 | Teyon                | TBA           | Simulação      | Estados Unidos · Japão · União Europeia · Austrália | DS Game Card |
| 16 Shot! Shooting Watch       | 2010 | Hudson Entertainment | Hudson        | Ação           | Estados Unidos · Japão · União Europeia · Austrália | DS Game Card |
| 24/7 Solitaire                | 2010 | Cosmigo              | TBA           | Tabuleiro      | Estados Unidos                                      | DS Game Card |
| 3D Mahjong                    | 2010 | Cosmigo              | TBA           | Tabuleiro      | Estados Unidos · União Europeia · Austrália         | DS Game Card |
| 3D Twist & Match              | 2011 | Sanuk Games          | TBA           | Quebra cabeças | Estados Unidos · União Europeia · Austrália         | DS Game Card |
| 4 Travellers: Play French     | 2010 | AGENIUS Interactive  | TBA           | Educativo      | Estados Unidos · União Europeia · Austrália         | DS Game Card |
| 4 Travellers: Play Spanish    | 2010 | AGENIUS Interactive  | TBA           | Educativo      | Estados Unidos · União Europeia · Austrália         | DS Game Card |
| 5 in 1 Mahjong                | 2011 | Cerasus Media        | TBA           | Tabuleiro      | Estados Unidos · União Europeia · Austrália         | DS Game Card |
| 5 in 1 Solitaire              | 2010 | Digital Leisure Inc. | TBA           | Tabuleiro      | Estados Unidos · União Europeia · Austrália         | DS Game Card |
| 505 Tangram                   | 2011 | Cosmigo              | TBA           | Quebra cabeças | Estados Unidos · União Europeia · Austrália         | DS Game Card |
| 7 Card Games                  | 2010 | Cerasus Media        | TBA           | Cassino        | Estados Unidos · União Europeia · Austrália         | DS Game Card |